# Batman (Os Novos 52)
Batman (Os Novos 52) é uma revista mensal publicada pela Panini Comics com os títulos Batman, Detective Comics e Batman - Dark Knight.

## História
Origem (1980-1988)
Bruce Thomas Wayne nasceu em Gotham City, Nova Jersey, no ano de 1980, filho do médico Thomas Wayne e Martha Kane-Wayne. Desde de criança, Bruce era uma criança aventureira, as vezes fugia do seu colégio e saia para explorar Gotham. Num certo dia, Bruce saiu de finiho e foi ao cinema, onde assistiu ao filme A Máscara do Zorro, no meio do filme, o policial James Gordon tirou ele do cinema e o levou para a delegacia onde aguardou seus pais. No caminho para a delegacia, Gordon e seu parceiro extorquiram dinheiro de um alfaiate, que os pagou com um sobretudo à Gordon, Bruce gravou aquela cena em sua mente, e por anos acreditou que todos os policiais eram corruptos, mas anos depois Gordon iria lhe contar uma história diferente, que mudou a percepção de Bruce. Naquela mesma noite, Thomas levou Bruce para o cinema onde assistiram esse mesmo filme. Na saída do cinema, foram assaltados pelo ladrão Joe Chill, que atirou e matou em Thomas e Martha na frente de Bruce, naquela noite, Bruce jurou à si mesmo que iria limpar Gotham de lixos como aquele.
Estrada para o Batman (1993-2005)
Após a morte de seus pais, Bruce passou a viver com seu mordomo, Alfred Pennyworth por anos na Mansão Wayne. Quando tinha 13 anos, por volta de 1993, Bruce decidiu viajar pelo mundo em busca de conhecimento e treinamento para combater o mal de Gotham, durante seus 12 anos de viagem, Bruce encontrou Ra's Al Ghul e a Liga dos Assassinos, Ra's treinou Bruce por anos, e se impressionou com suas habilidades, Ra's quis que Bruce fosse seu sucessor como líder da liga, porém como a liga envolvia assassinatos,  Bruce recusou, então Ra's envenenou e fez com que Bruce tivesse uma criança com sua filha, Talia Al Ghul. Essa criança, Damian Wayne iria mais tarde se tornar o Robin. Após sua saída, Bruce voltou para Gotham no ano de 2005.
Sobrevivendo ao Ano Zero (2005)
Aos 25 anos, Bruce voltou para Gotham, que estava sendo aterrorizada pela gangue do Capuz Vermelho e seu líder,  Capuz Vermelho Um (que mais tarde se tornaria o Coringa). Em esforços fracassados de derrotar a gangue, Bruce se sentou na biblioteca de seu pai numa noite, um morcego voou pela janela e se sentou no busto de seu pai, então, Bruce se tornou o Batman.
No período que ficou fora de Gotham, Bruce foi declarado como morto e seu tio, Philip Kane, assumiu o posto de chefe das Indústrias Wayne. Ao descobrir que Bruce estava vivo, com ajuda de Edward Nygma, foi atrás de seu sobrinho e implorou para que reassumisse o cargo nas Indústrias Wayne, mas recusou, querendo se focar apenas em se tornar o Batman. Numa noite, Philip convidou Bruce à encontrá-lo na sede da Wayne, ao chegar lá, Philip expõe que Bruce estava vivo para o público, o que ô enfurece. Saindo de lá, Bruce encontra Edward Nygma, um hacker com um fanatismo por charadas e enigmas. Nygma desafia Bruce com uma charada, mas Bruce perde a paciência e sai de lá.
Retornando ao seu apartamento, Bruce é emboscado pela Gangue do Capuz Vermelho, que explode seu apartamento numa tentativa e matá-lo, Nygma tinha conseguido a localização da casa de Bruce e entregado para a gangue. Bruce sobrevive ao atentado e volta para sua antiga casa, a mansão Wayne. Chegando lá, Bruce, completamente machucado é tratado por Alfred. Bruce, se tornando o Batman após uma experiência na biblioteca de seu pai, vai atrás da Gangue do Capuz Vermelho.
No dia seguinte, enquanto a Gangue do Capuz Vermelho planeja um atentado à Ace Química, Bruce reencontra com Philip, que conta que Nygma tinha deixado ele inconsciente após o atentado e foi entregue à Gangue do Capuz Vermelho, onde Philip é transformado num membro da gangue contra a sua vontade. Na Ace Química, Bruce realiza um discurso para a TV e explicita os planos do Capuz Vermelho. Na mesma hora, um míssil atinge o carro da TV inicia o caos. Bruce consegue fugir, mas é pego por Capuz Vermelho Um. Um esquadrão da polícia liderado por James Gordon invade a química na tentativa de evitar o atentado. Alfred consegue hackear o sistema de energia do bairro e causa um blecaute temporário, tempo o suficiente para Bruce se tornar Batman às escondidas.    

## Os Novos 52
Grande parte das histórias de Batman, bem como do cronograma, permanecem intactos. Com a exceção de Stephanie Brown, todos os Robins foram considerados. Barbara Gordon retorna como Batgirl, após passar algum tempo agindo como Oraculo. As histórias são baseadas na série de relançamento da DC Comics em 2011.Bruce Wayne veste o manto do Morcego.

## Edições
| Edição Nacional | 1ª História                                                         | 2ª História                                          | 3ª História                                                  | Data de publicação |
| --------------- | ------------------------------------------------------------------- | ---------------------------------------------------- | ------------------------------------------------------------ | ------------------ |
| #001            | Corte das Corujas Parte 1: Truque com facas Batman (2011) # 1       | Coringa Detective Comics (2011) # 1                  | Terror da noite Batman: The Dark Knight (2011) # 1           | Jun 2012           |
| #002            | Corte das Corujas Parte 2: Perda de confiança Batman (2011) # 2     | O fim da brincadeira Detective Comics (2011) # 2     | Fluxo de sangue Batman: The Dark Knight (2011) # 2           | Jul 2012           |
| #003            | Corte das Corujas Parte 3: A Décima Terceira Hora Batman (2011) # 3 | A Sangue Frio Detective Comics (2011) # 3            | Agarre-me se Puder Batman: The Dark Knight (2011) # 3        | Ago 2012           |
| #004            | Corte das Corujas Parte 4: De Frente com a Corte Batman (2011) # 4  | O Evento Principal Detective Comics (2011) # 4       | Bem-Vindo à Selva Batman: The Dark Knight (2011) # 4         | Set 2012           |
| #005            | Corte das Corujas Parte 5: À mercê da Corte Batman (2012) # 5       | Roda do Infortúnio Detective Comics (2012) # 5       | Um punhado de pó Batman: The Dark Knight (2012) # 5          | Out 2012           |
| #006            | Corte das Corujas Parte 6: Por trás do vidro Batman (2012) # 6      | Jogo da Morte Detective Comics (2012) # 6            | Corra, coelhinho, corra Batman: The Dark Knight (2012) # 6   | Nov 2012           |
| #007            | Corte das Corujas Parte 7: Os garras atacam Batman (2012) # 7       | A Cobra e o Falcão Detective Comics (2012) # 7       | Cai o pano Batman: The Dark Knight (2012) # 7                | Dez 2012           |
| #008            | Corte das Corujas Parte 8: Ataque à mansão Wayne Batman (2012) # 8  | A Insanidade Detective Comics (2012) # 8             | Táticas de terror Batman: The Dark Knight (2012) # 8         | Jan 2013           |
| #009            | Corte das Corujas Parte 9: A noite das corujas Batman (2012) # 9    | A Queda da casa de Wayne Detective Comics (2012) # 9 | As corujas tomam o Arkham Batman: The Dark Knight (2012) # 9 | Fev 2013           |